# Shophia Rose
Shophia Rose (sinh ngày 26 tháng 1 năm 2005) cô là một diễn viên ca sĩ. Cô từng đóng MV "Missing You" của Jonhny Olarndo

## Đời tư
Cô nổi tiếng bởi vẻ ngoài xinh đẹp, thân hình nóng bỏng, dù mới 13 tuổi. Hiện, cô thu hút 225.000 người theo dõi trên Instagram cá nhân.
Dù còn ít tuổi, nữ sinh cung kim ngưu khiến nhiều người trầm trồ với vẻ ngoài gợi cảm, quyến rũ.
Từ bé, cô nàng đã được mẹ Christina Turnio - một chuyên gia trang điểm - dẫn dắt và định hướng để bước chân vào làng giải trí. Sớm bộc lộ nhiều tài năng, 10X gặt hái những thành tích đáng nể.
Dành 3 năm học múa ballet nhưng có vẻ đó không phải là niềm đam mê, cô nàng chuyển sang đóng MV và làm người mẫu ảnh. Nét biểu cảm tự nhiên, thần thái cuốn hút trước ống kính của 10X thu hút sự chú ý của các nhiếp ảnh gia.
Sophia bắt đầu sự nghiệp bằng việc casting cho nhiều dự án phim và tuyển chọn người mẫu khác nhau. Hợp đồng đầu tiên của cô là làm mẫu cho các thương hiệu giày UGG và Skechers. Từ bước đệm đó, cô có thêm nhiều lời mời hợp tác. Cô đã ký hợp đồng với công ty người mẫu Mỹ LA Models.
Cô nàng càng nổi tiếng khi xuất hiện trong MV Missing You của ca sĩ điển trai Johnny Orlando - người được biết đến với nickname "tiểu Justin Bieber". Johnny có hơn 5 triệu người theo dõi trên trang cá nhân và hàng chục triệu fan trên khắp thế giới.
Đăng ảnh chụp chung với Johnny trên Instagram, không ít fan đã gán ghép hai ngôi sao trẻ với nhau. Thậm chí, có người còn nhắc khéo cô nàng ngay trên trang cá nhân: "Sophia, hôm nay là sinh nhật của Johnny đấy". Nhưng cả hai người nói rằng chỉ xem nhau là bạn thân thiết.
Sophia được cho là ngôi sao trẻ triển vọng và hái ra tiền, dựa trên số lượng những sản phẩm cô góp mặt. Mẹ của Sophia giúp cô quản lý thu nhập. Cô và mẹ giống như những người bạn thân, luôn có thời gian tâm sự cùng nhau.
Sophia mơ ước trở thành ca sĩ nổi tiếng. Cô đang cố gắng rèn luyện giọng hát, kỹ thuật thanh nhạc để có thể sớm ra mắt sản phẩm đầu tiên của mình.

## Âm nhạc
| Năm  | Tên MG      | Ghi chú             |
| 2017 | Missing You | cùng Jonhny Olarndo |